# Озеров, Иван Петрович
Иван Петрович Озеров (15 (27) июля 1806 — 6 (18) мая 1880) — русский дипломат, посланник в Португалии и Баварии. Действительный тайный советник (1879).

## Биография
Сын члена Госсовета Петра Ивановича Озерова от брака с Марией Александровной Волковой. По матери внук драматурга А. А. Волкова. Крестник великого князя Константина Павловича и великой княгини Екатерины Павловны.
В службу вступил 17 января 1822 года. С 1827 камер-юнкер, с 1834 камергер.
В 1831 причислен к дипломатической миссии в Берлине сверх штата, с 1836 старший секретарь этой миссии.
В 1846—1854 поверенный в делах в Бадене, действительный статский советник (3.04.1849).
В 1854—1863 посланник в Португалии, тайный советник (17.04.1862).
В 1863—1880 посланник в Баварии.

## Награды
- орден Святого Станислава 1-й ст. (1856)
- орден Святой Анны 1-й ст. (1859)
- орден Святого Владимира 2-й ст. (1866)
- орден Белого орла (1872)
- медаль «В память войны 1853—1856»

Иностранные:
- прусский орден Святого Иоанна Иерусалимского (1832)
- саксен-веймарский орден Белого сокола 3-й ст. (1841)
- прусский орден Красного орла 3-й ст. (1842)
- австрийский орден Железной короны 2-й ст. (1846)
- баденский орден Церингенского льва 1-й ст. (1849)
- португальский орден Непорочного зачатия Девы Марии Вилла-Викозской 1-й ст. (1856)
- португальский орден Христа 1-й ст. (1858)
- баварский орден Заслуг Святого Михаила 1-й ст. (1864)
- гессен-дармштадтский орден Филиппа Великодушного 1-й ст. (1866)
- баварский орден Гражданских заслуг 1-й ст. (1868)

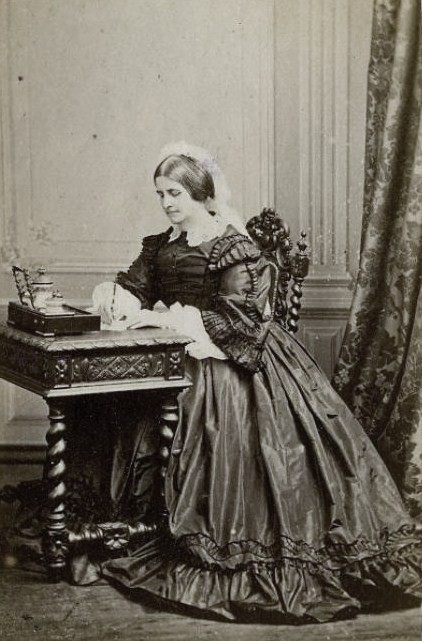
Розалия Васильевна

## Семья
Жена (с 13 ноября 1832 года; Берлин) — графиня Розалия Васильевна Шлиппенбах (08.05.1808—27.11.1871), фрейлина прусского двора, дочь графа Карла Шлиппенбаха (1768—1939) и, по словам П. А. Вяземского, «прусачка небогатая, но, сказывают, милая»; кавалерственная дама баварского ордена Терезы (1868). Пушкин писал в письме к жене от 11 июня 1834 года: «Вчера приехал Озеров из Берлина с женою в три обхвата. Славная баба. Я, смотря на нее, думал о тебе и желал тебе воротиться из Завода такою же тетехой. Полно тебе быть спичкой». Дети:
- Пётр (22.10.1833, Берлин—15.01.1901), крестник графини Е. М. Рибопьер и Н. Ф.Плещеевой, дипломат, тайный советник, гофмейстер. Умер в Висбадене от атеросклероза сосудов.
- Мария (10.11.1836, Дармштадт—10.02.1906), с 1855 года замужем за дипломатом К. А. Петерсоном (1818—1875).
- Надежда (31.12.1839, Дармштадт—18.08.1912), с 1864 года фрейлина, муж с 1868 года — Йозеф Мария фон Радовиц (1839—1912), германский посол в Испании.